# Baráčník
Baráčník (též domkář, latinsky casarius, německy Häusler ad., srv. i chalupník) je označení pro vlastníka menšího stavení (domku či baráku). Patřil k nejmenším majitelům nemovitosti na vesnici, neměl pole, pouze zahradu kolem domku (maximálně do 0,4 ha). Mohl se živit buďto námezdní zemědělskou prací, nebo provozováním řemesla.